# Jewgeni Ponomarjow
Jewgeni Ponomarjow (russisch Евгений Пономарёв, englisch Evgeny Ponomaryov, fälschlicherweise auch Ponomarev; * 12. Mai 1983) ist ein russischer Jazzmusiker (Piano, Keyboard, Komposition), der in der St. Petersburger Musikszene aktiv ist.

## Leben und Wirken
Ponomarjow absolvierte 2002 das Mussorgsky-Musikkonservatorium in St. Petersburg und studierte bis 2007 an der Staatlichen Universität für Kultur und Kunst. Von 2006 bis 2008 unterrichtete er Musikarrangement am Mussorgsky-Konservatorium und arbeitete mehr als sechs Jahre als musikalischer Leiter der Royal Caribbean Cruises Ltd.  Ab den 2010er-Jahren spielte er in Sankt Petersberg in den Formationen Non Cadenza und im Jazz F@nck Quartet, mit denen auch Aufnahmen entstanden. Daneben leitet er das Evgeny Ponomarev Quartet, mit Grigory Voskoboinik, Andrij Polovko (Андрей Половко), Petr Michejew (Петр Михеев), mit dem die zwei Alben NN Song (2019) und Clockwise (Rainy Days, 2021) entstanden. Des Weiteren war er an Aufnahmen der Sängerinnen Jelena Wajenga (Клавиши, 2009) und Alexandra Almazova beteiligt.
Ponomarjow gilt als einer der aktivsten Musiker der Petersburger Jazzszene und spielt Konzerte an verschiedenen Orten, die von Jazzclubs über Nachbarschaftslokale bis hin zu Hotelbars, Konzertsälen und Sportstadien reichen. Infolgedessen variiert die Ära und der Stil des Jazz, den er spielt, je nach Ort, schrieb Dave Sumner (Bandcamp Daily). Diese Qualität zeige sein Album Clockwise.